# Иран на летних Олимпийских играх 2004
Иран принимал участие в Летних Олимпийских играх 2004 года в Афинах (Греция) в тринадцатый раз за свою историю, и завоевал две серебряных, две бронзовых и две золотых медали.

## Медалисты
| Медаль  | Спортсмен       | Вид спорта       | Дисциплина                         |
| ------- | --------------- | ---------------- | ---------------------------------- |
| Золото  | Хади Саеи       | Тхэквондо        | Мужчины, до 68 кг                  |
| Золото  | Хусейн Резазаде | Тяжёлая атлетика | Мужчины, свыше 105 кг              |
| Серебро | Масуд Мустафа   | Борьба           | Мужчины, вольная борьба, до 60 кг  |
| Серебро | Алиреза Резаи   | Борьба           | Мужчины, вольная борьба, до 120 кг |
| Бронза  | Юсеф Карами     | Тхэквондо        | Мужчины, до 80 кг                  |
| Бронза  | Алиреза Хейдари | Борьба           | Мужчины, вольная борьба, до 96 кг  |